# 세이와촌 (구마모토현)
세이와촌(일본어: 清和村)은 일본 구마모토현 동쪽 끝에 있던 촌이다. 가미마시키군의 옛 촌이다. 
2005년 2월 11일, 가미마시키군 야베정, 아소군 소요정과 합병해 야마토정이 되어 소멸하였다.

## 지리
규슈의 거의 중앙부에 위치하고 있다('규슈의 배꼽'으로 도시 부흥과 관광객 유치를 했던 구소요마치가 동쪽에 있다). ). 남북으로 길쭉한 마을로 땅콩을 닮은 모양을 하고 있다.
국도가 지나가는 중앙부의 오가와가 중심지였고, 정사무소(현 야마토정 사무소 세이와 종합지소)도 있었다. 북쪽의 아사히 지구와 남쪽의 소봉, 미도리카와 지구와는 지형이 다르다. 북쪽은 아소의 외륜산으로 기복이 완만한 고원지대, 중앙부는 다소 평탄하지만 북쪽과 비슷한 기복이 있고, 남쪽은 규슈 산지의 험준하고 깊은 계곡이 있는 지형이다. 남쪽의 현 경계인 미야자키현 쪽에 규슈 최남단 스키장인 고카세 하이랜드 스키장(교통편은 미야자키현 쪽에서)이 있으며, 겨울에는 눈이 쌓여 있다.
전망 좋은 고원이 펼쳐져 있어 피서지로 적합하지만 교통이 불편한 탓인지 별장지 개발은 이루어지지 않고 있다(아사히 지구에는 과거 골프장 개발 계획이 있었으나 이후 무산되었다).
- 규슈산지

아사히 지구의 고원(해발 600~800m 정도)에서 남쪽으로 펼쳐진 웅장한 규슈 산지를 볼 수 있다. 봉우리들의 고도는 2,000m에 미치지 못하지만, 비가 내린 후의 모습은 특히 압권이며 장관을 이룬다. 산은 높고 계곡은 험하고 깊다. 그곳에서 발산하는 물은 청류가 되어 산천어 등의 물고기가 서식한다. '규슈 하이랜드'라는 관광용 명칭도 최근 사용되기 시작했다. 
- 외륜산 지형

빗물과 강의 침식작용으로 U자형 계곡이 세밀하게 형성되어 기복이 심하다. 고원지대인 이무다 고원은 이름 그대로 물의 이용과 보존성이 좋지 않아 밭농사를 짓는 곳이 많다. 외륜산 정상 부근, 표고가 높은 곳에는 방목지와 조림된 숲이 있어 인가가 없어 막다른 길이 많지만, 구마모토현 도로 319호 붓하라타카모리선이 기요미즈 고개를 거쳐 아소의 난고다니 미나미아소무라 기요미즈사(清水寺)로 빠져나간다. 

### 인근도시
인근 20km 이내에 인구 5만 명 이상의 도시가 없다.
구마모토시 및 그 인근의 가미마키조군 내 주요 지역에서 의료를 받거나 쇼핑을 하는 사람이 많다.
구마모토시와 거의 같은 거리(시간적으로는 조금 더 걸리는)에 미야자키현 노베오카시가 있지만, 현이 다른 탓에 왕래가 적다. 다만, 전쟁 중, 전후에 물자가 부족할 때는 소금을 구하기 위해 멀리 떨어진 노베오카까지 말을 끌고 걸어서 갔다고 한다. 

## 역사
- 1889년 4월 1일 - 정촌제 시행에 의해 가미마시키군 아사히촌 아소군 오미네촌이 성립하였다.
- 1948년 4월 1일 - 오미네촌이 가미마시키군에 이적되었다.
- 1956년 7월 1일 - 가미마시키군 아사히촌 아소군 오미네촌과 대등합병해, 세이와촌이 성립하였다.
- 2005년 2월 11일 - 가미마시키군 야베정, 아소군 소요정과 합병해, 가미마시키군 야마토정이 되어 소멸하였다.

## 기후
녹음이 우거지고 자연환경이 좋아 여름은 규슈에서도 매우 쾌적한 편이다.
강수량이 많고 구름이 많은 산악 지역 특유의 기후. 해발 600m 정도에 있어 기온은 낮은 편이다. 겨울에는 12월 하순경부터 강설이 있어 눈이 쌓여 체인이나 스터드리스 타이어가 필요하다(고도에 따라 적설량과 융설량에 차이가 있다). 눈이 내리지 않는 겨울 맑은 밤과 이른 아침에는 복사냉각 현상으로 인해 기온이 내려가고, 급격한 추위로 인해 외기에 노출된 수도관이 파열되는 등의 사고가 발생하기도 한다

## 인구
3,000명 안팎으로 유지되고 있지만, 고령화와 저출산이 빠르게 진행되고 있어 마을 내 3,000명을 밑도는 것은 시간문제다. 전통적으로 과소지역으로 지정되어 왔지만, 전국적으로 화두가 되고 있는 '한계마을'도 이 지역에서는 큰 문제다.
이 지역에는 개척이라 불리는 집단 신규 농업 취업 사업을 통한 정착촌이 몇 군데 있다. 주요 개척단 취락으로는 오야(아소 외륜산의 고도가 높은 지역) 등이 있다.
농업의 불황과 자연환경 및 생활이 어려워 이농이 많아 마을 유지가 어려운 상황이다. 

## 산업

### 개요
농업이 주요 산업이다. 인근 도시와 물리적으로 떨어져 있어 농업-임업 외에는 산업이 발달하지 않았다. 철도나 고속도로가 지나지 않는 탓에 공장 유치도 잘 이루어지지 않았다. 경제적으로도 문화적으로도 풍요롭지 않고, 정보도 폐쇄적인 경향이 있다.

### 농업
고원의 기후 풍토를 활용한 토마토와 양배추 등 채소 재배가 활발하지만, 개방된 경작지가 적기 때문에 규모가 작다.
고령화와 후계자 문제로 인해 최근에는 이농과 경작 포기도 눈에 띄며, 규모를 확대하는 농가에 밭을 빌려주기도 한다(단, 저액 대출).JA의 합병과 통폐합으로 인해 서비스 거점도 줄었다.
표고버섯의 원목 재배, 밤, 밤, 표고버섯의 원목 재배 등도 기후에 맞게 재배되고 있다. 담배 재배와 양잠 등도 이루어졌다.

### 임업
남부 미도리카와 지역과 아소의 외륜산 주변(북쪽)에서 임업이 이루어졌으나, 국산 목재 가격 하락으로 인해 쇠퇴하는 추세다. 국유림도 있다.

### 축산업
아소 지방에서 번성했던 갈색 화우 육우 생산이 각 농가에서 주로 소규모로 이루어졌으나, 해외산 쇠고기 수입 자유화로 채산성이 악화되어 생산을 중단하는 농가가 속출하고 있다. 현재는 소를 키우는 농가가 적다. 전업도 많지 않다.
양계는 이무다 지역에서 몇 가구가 하고 있다.

### 상업
국도가 지나가는 오가와 북쪽 지역에 소규모 상가가 형성되어 있다. 현재는 국도변에 일본 농업협동조합이 운영하는 슈퍼마켓이 있다. 이전에는 개인 슈퍼마켓도 근처에 있었으나 문을 닫았다. 1곳의 택시 회사도 존재한다.
이 상권의 조금 북쪽, 세이와 중학교 사이에 동사무소(현 지소)가 있었다.

## 교통

### 도로
- 국도 218호선
- 국도 445호선

## 참고 문헌
- 角川日本地名大辞典編纂委員会, 『角川日本地名大辞典 43 熊本県』1987, 角川書店